# Groupe Jeune France
Groupe Jeune France var en grupp som bildades 1936 i Paris av tonsättarna Olivier Messiaen, André Jolivet, Daniel-Lesur och Yves Baudrier. De publicerade ett manifest i april 1936 och deras första konsert gavs i Paris 3 juni 1936 under dirigering av Roger Désormière.